# Fläckvingad trast
Fläckvingad trast (Geokichla spiloptera) är en fågel i familjen trastar som enbart förekommer i Sri Lanka. Den minskar i antal, så pass att den anses vara nära hotad.

## Utseende
Fläckvingad trast är en 21–23 cm lång brun trast med fläckar undertill. Ovansidan är ljusbrun med dubbla vingband formade av vita fläckar (därav namnet). I det ljusa ansiktet syns två lodräta mörka streck. Undersidan är vit och kraftigt fläckad. Näbben är svart och benen gula.

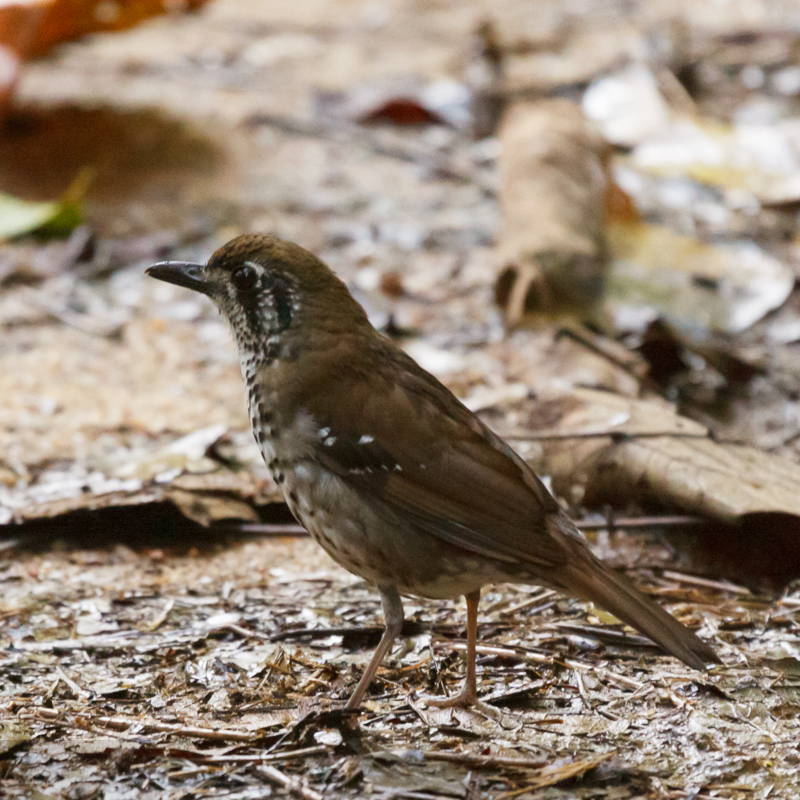

## Utbredning och systematik
Fläckvingad trast förekommer enbart i bergsskogar i Sri Lanka. Den behandlas som monotypisk, det vill säga att den inte delas in i några underarter.

### Släktestillhörighet
Tidigare placerades arten i släktet Zoothera, men flera DNA-studier visar att fläckvingad trast med släktingar står närmare bland andra trastarna i Turdus.

## Status och hot
Arten hotas av skogsavverkning och tros minska i antal. Internationella naturvårdsunionen IUCN kategoriserar den därför som nära hotad.